# Indicator de viraj și glisadă

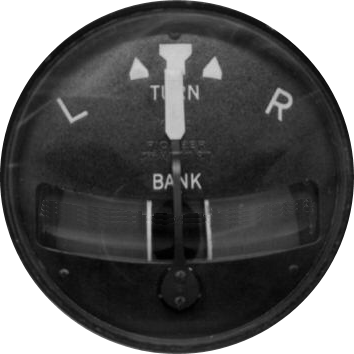
Indicator de viraj şi glisadă

Indicatorul de viraj și glisadă sau giroclinometrul este un instrument de bord giroscopic utilizat pentru măsurarea vitezei de girație a avionului (indicatorul de viraj, în partea de sus), fiind prevăzut simultan cu un indicator care are rolul de a indica corectitudinea înclinării în viraj (indicatorul de glisadă, în partea de jos).

## Descriere

### Indicatorul de viraj
La baza funcționării indicatorului de viraj stă un giroscop cu două grade de libertate, având axa proprie de rotație orientată după axa transversală a avionului și axa cadrului după axa longitudinală a avionului.
Dacă avionul execută un viraj cu o anumită viteză de girație, axa cadrului este supusă unui moment proporțional cu acea viteză de girație. Giroscopul execută o mișcare de precesie în sens invers, cu un unghi proporțional cu valoarea momentului. Mișcarea de precesie va fi transmisă printr-o transmisie inversoare acului indicator, care se va deplasa mai mult sau mai puțin, în funcție de viteza de girație. Precesia va dura până când momentul giroscopic va fi egalat de momentul dezvoltat de două arcuri fixate de cadru. Mișcarea rotorului giroscopului este întreținută cu un motor electric.
Indicatorul de viraj are de obicei marcat pe el un reper pentru viteza de girație standard. Această viteză este de obicei de 3º pe secundă, adică de 180º pe minut. Aceasta ajută la efectuarea virajelor pe baza cronometrării în condiții de zbor instrumental (zbor fără vizibilitate). De exemplu, un viraj de 90º este efectuat în 30 s.

### Indicatorul de glisadă
Verticala aparentă este dată de rezultanta ce apare în urma compunerii accelerației gravitaționale cu accelerația centrifugă. În zbor corect avionul trebuie așezat pe această verticală. Rolul indicatorului de glisadă este de a indica pilotului dacă este corect corelată înclinarea avionului cu viteza de girație sau, cu alte cuvinte, dacă există o corelație corectă între raza de curbură a avionului, viteza avionului și înclinarea acestuia.
Acest aparat este în principiu un pendul format dintr-un tub de sticlă curbat umplut cu ligroină în interiorul căruia poate culisa o bilă. Asupra bilei acționează greutatea ei și forța centrifugă. Pe tub există două repere pentru citirea verticalei aparente. Dacă bila se află între repere, înclinarea avionului este corectă. Dacă avionul execută un viraj și este prea înclinat, el va glisa (aluneca) spre interiorul virajului. Componenta greutății bilei va depăși forța centrifugă, iar bila alunecă spre interiorul virajului, ceea ce indică glisarea avionului. Dacă avionul este prea puțin înclinat, el va derapa spre exteriorul virajului. Forța centrifugă ce acționează asupra bilei va depăși componenta greutății, ceea ce face ca bila să se deplaseze spre exteriorul virajului, ceea ce indică derapajul avionului. În zbor orizontal, orice înclinare a avionului face ca bila să se deplaseze lateral, avertizând pilotul că poziția avionului nu este perfect orizontală.
În general, glisarea avionului nu este de dorit, deoarece creează rezistențe aerodinamice sporite, ceea ce poate duce la pierderi de înălțime nedorite. În mod excepțional, ea poate fi folosită când pierderea de înălțime este dorită, însă este o evoluție „acrobatică” dificilă.

## Clinometrul lateral

Clinometru lateral

Uneori indicatorul de glisadă este combinat cu indicatorul înclinării laterale, ca în figura alăturată, însă actual funcția de indicare a înclinării laterale a fost preluată de giroorizont.